# Municipio de Rice (Illinois)
El municipio de Rice (en inglés: Rice Township) es un municipio ubicado en el condado de Jo Daviess en el estado estadounidense de Illinois. En el año 2010 tenía una población de 338 habitantes y una densidad poblacional de 4,39 personas por km².

## Geografía
El municipio de Rice se encuentra ubicado en las coordenadas 42°19′42″N 90°23′21″O / 42.32833, -90.38917. Según la Oficina del Censo de los Estados Unidos, el municipio tiene una superficie total de 76.93 km², de la cual 63,2 km² corresponden a tierra firme y (17,85 %) 13,73 km² es agua.

## Demografía
Según el censo de 2010, había 338 personas residiendo en el municipio de Rice. La densidad de población era de 4,39 hab./km². De los 338 habitantes, el municipio de Rice estaba compuesto por el 97,93 % blancos, el 0,59 % eran amerindios, el 0,3 % eran asiáticos, el 0,59 % eran de otras razas y el 0,59 % eran de una mezcla de razas. Del total de la población el 3,55 % eran hispanos o latinos de cualquier raza.